# 棒打老虎雞吃蟲
棒打老虎鷄吃蟲是一種趣味遊戲，主要由兩個人以棒狀物（通常是筆或筷子等）互相敲打，並同時按照節奏，並一面說著口訣「棒打老虎鷄吃蟲」，最後雙方喊出其招數，即可判定誰為勝利者。

## 遊戲來源
遊戲源自華視綜藝節目《抱喜報喜DoReMi》的外景遊戲單元〈棒打老虎雞吃蟲〉，主持群與來賓以筷子進行該遊戲。

## 遊戲方法
兩人進行該遊戲，一邊敲打著棒狀物，一邊按照敲打棒狀物的節奏喊固定台詞「棒打老虎雞吃蟲」。喊完後，兩個人稍微大力地敲著對方的棒狀物，然後同時喊出「蟲」、「棒子」、「老虎」或「雞」。
輸贏判斷方法如下：
- 棒子可以打老虎，也就是棒子贏老虎；
- 老虎可以吃雞，也就是老虎贏雞；
- 雞可以吃蟲，也就是雞贏蟲；
- 蟲可以蛀棒子，也就是蟲贏棒子。

如果雙方同時喊出一樣的動物或物品，或者是非上述的致勝關鍵，則判定雙方平局，還要再喊一次。平局並再重複一次固定台詞，並再猜。
中國浙江衛視真人實境秀《奔跑吧》第五季第5期之刪減部分及第12期正片皆短暫進行過此遊戲，名稱為「棒子老虎雞」，輸贏判斷方法一樣，而是不同在於固定台詞為先喊「我們兩個說這個」，然後喊「這個是這個」的時候出示對應手勢猜拳。
手勢方式如下：
- 棒子為豎起食指，跟作出代表「1」之手勢一樣；
- 老虎為張開手掌並屈曲手指作成爪子狀；
- 雞為五指指尖合攏如鳥頭狀；
- 蟲為手掌掌背向天，並輕微擺動如蟲子爬行。